# Arabis ariana
Arabis ariana är en korsblommig växtart som beskrevs av Ian Charleson Hedge. Arabis ariana ingår i släktet travar, och familjen korsblommiga växter. Inga underarter finns listade i Catalogue of Life.